# Ситница
Ситница (алб. Sitnica) је највећа река на Косову и Метохији. Извире у југоисточном делу Косова и Метохије на планини Жегавац, испод коте 996 звана Маја Фрисит.
Тече средином Косова и Метохије и код Косовске Митровице улива се у Ибар. Слив јој је 2861 km² и обухвата Косово поље и његов руб. У изворишту Ситнице налази се позната бифуркација Неродимке. У кориту Неродимка, на месту званом Балићско пландиште, подигнута је брана и део њених вода прокопаним каналом одведен до места Теразије. На Теразијама вода Неродимке се дели и једном краком одлази на север у Ситницу, а другим на југ поново у Неродимку. Ова вештачка бифуркација је врло стара творевина (помиње се у Грачаничкој повељи краља Милутина), па је често сматрана за природну.
Дужина Ситнице износи 90 km, a њен средњи проток на ушћу 9,5 m³/sek. Иако јој просечна надморска висина слива износи 1.000 m, Ситница протичући дном Косова поља има све особине равничарских река: мали пад (0,76‰) и плитко вијугаво корито из којег се при вишим водостајима редовно излива, мењајући корито. Тако је најлепши камени мост на Косову са девет стубова код Вучитрна, звани Војновића мост, остао на сувом.
У сливу Ситнице подигнута су и два вештачка језера: на Батлави притоци Лаба, код села Орлана са запремином од 30 милиона m³ воде и на Грачанки, код манастира Грачанице, са запремином од 50 милиона m³ воде.